# Moulins du Mont-des-Alouettes
Les moulins du Mont-des-Alouettes sont des moulins à vent situé aux Herbiers, en France.

## Historique
Situés sur le mont des Alouettes à 231 mètres d'altitude, une chapelle les côtoie. Ces 2 moulins auraient été construits au XVIe siècle, et l'un d'eux appartenait au seigneur de l'Ementruère et a été acquis par Jean des Herbiers, seigneur de l'Etenduère en 1564.
Le 18 septembre 1823, la fille de Louis XVI mariée au duc d'Angoulême, a offert une énorme somme d'argent pour permettre la construction de la chapelle. Le 5 juillet 1828, lors du passage de la duchesse du Berry au mont des Alouettes, la chapelle sort à peine de terre.
Les 8 moulins de l'époque n'ont pas bénéficié du système mis au point par l'ingénieur Berton car le vent soufflait déjà assez fort. 5 moulins ont été détruits lors de la 1re guerre mondiale, 2 survivants ont été restaurés récemment par la commune des Herbiers et le Conseil départemental de la Vendée. Le second a reçu la toiture d'un moulin des Ardilliers de Beaurepaire.
Les moulins sont inscrits au titre des monuments historiques depuis le 27 mai 1975.